# The Awakening of Bess Morton
Pour plus de détails, voir Fiche technique et Distribution.
The Awakening of Bess Morton est un film muet américain réalisé par Otis Thayer et sorti en 1916.

## Fiche technique
- Titre : The Awakening of Bess Morton
- Réalisation : Otis Thayer
- Scénario : William V. Mong
- Producteur :
- Société de production : Pike's Peak Photoplay Company
- Société de distribution : Joseph W. Farnham
- Pays d'origine :  États-Unis
- Langue : film muet avec les intertitres en anglais
- Métrage 1 500 mètres
- Format : Noir et blanc — 35 mm — 1,33:1 — Muet
- Genre : Film dramatique
- Durée : 50 minutes
- Dates de sortie : 
  -  États-Unis : janvier 1916

## Distribution
- Gertrude Bondhill : Bess Morton